# Gregorio Magno
Gregorio Magno, Gregorio I o también San Gregorio (Roma, c. 540-Roma, 12 de marzo del 604) fue el sexagésimo cuarto papa de la Iglesia católica. Es uno de los cuatro grandes Padres de la Iglesia latina o de Occidente, junto con Jerónimo de Estridón, Agustín de Hipona y Ambrosio de Milán. Fue proclamado doctor de la Iglesia el 20 de septiembre de 1295 por Bonifacio VIII. También fue el primer monje que alcanzó la dignidad pontificia, y probablemente la figura definitoria de la posición medieval del papado como poder separado del Imperio romano. Hombre profundamente místico, la Iglesia romana adquirió gracias a él un gran prestigio en todo Occidente, y después de él los papas quisieron en general titularse como él lo hizo: «siervo de los siervos de Dios».

## Biografía
Gregorio nació en Roma en el año 540, en el seno de una rica familia patricia romana, la gens Anicia, que se había convertido al cristianismo hacía mucho tiempo: su bisabuelo era el papa Félix III, también fue pariente suyo el papa Agapito I y dos de sus tías paternas eran monjas. Sus padres, ambos venerados como santos, eran Gordiano y Silvia. Gregorio estaba destinado a una carrera secular, y recibió una sólida formación intelectual.
De joven se dedicó a la política y en 573 alcanzó el puesto de prefecto de Roma (præfectus urbis), la dignidad civil más grande a la que podía aspirarse. Pero, inquieto sobre cómo compatibilizar las dificultades de la vida pública con su vocación religiosa, renunció pronto a este cargo y se hizo monje.
Tras la muerte de su padre, en 575 transformó su residencia familiar en el Monte Celio en un monasterio bajo la advocación de san Andrés (en el lugar se alza hoy la iglesia de San Gregorio Magno). Trabajó con constancia por propagar la regla benedictina y llegó a fundar seis monasterios aprovechando para ello las posesiones de su familia tanto en Roma como en Sicilia.
En el año 579 el papa Pelagio II lo ordenó diácono y lo envió como apocrisiario (una suerte de embajador) a Constantinopla, donde permaneció unos seis años y estableció muy buenas relaciones con la familia del emperador Mauricio y con miembros de las familias senatoriales italianas que se habían establecido en la capital oriental. En Constantinopla conoció a Leandro de Sevilla, el hermano del también doctor de la Iglesia Isidoro de Sevilla. Con Leandro mantuvo una constante correspondencia epistolar que se ha conservado. Durante esta estancia disputó con el patriarca Eutiquio de Constantinopla acerca de la corporeidad de la resurrección.

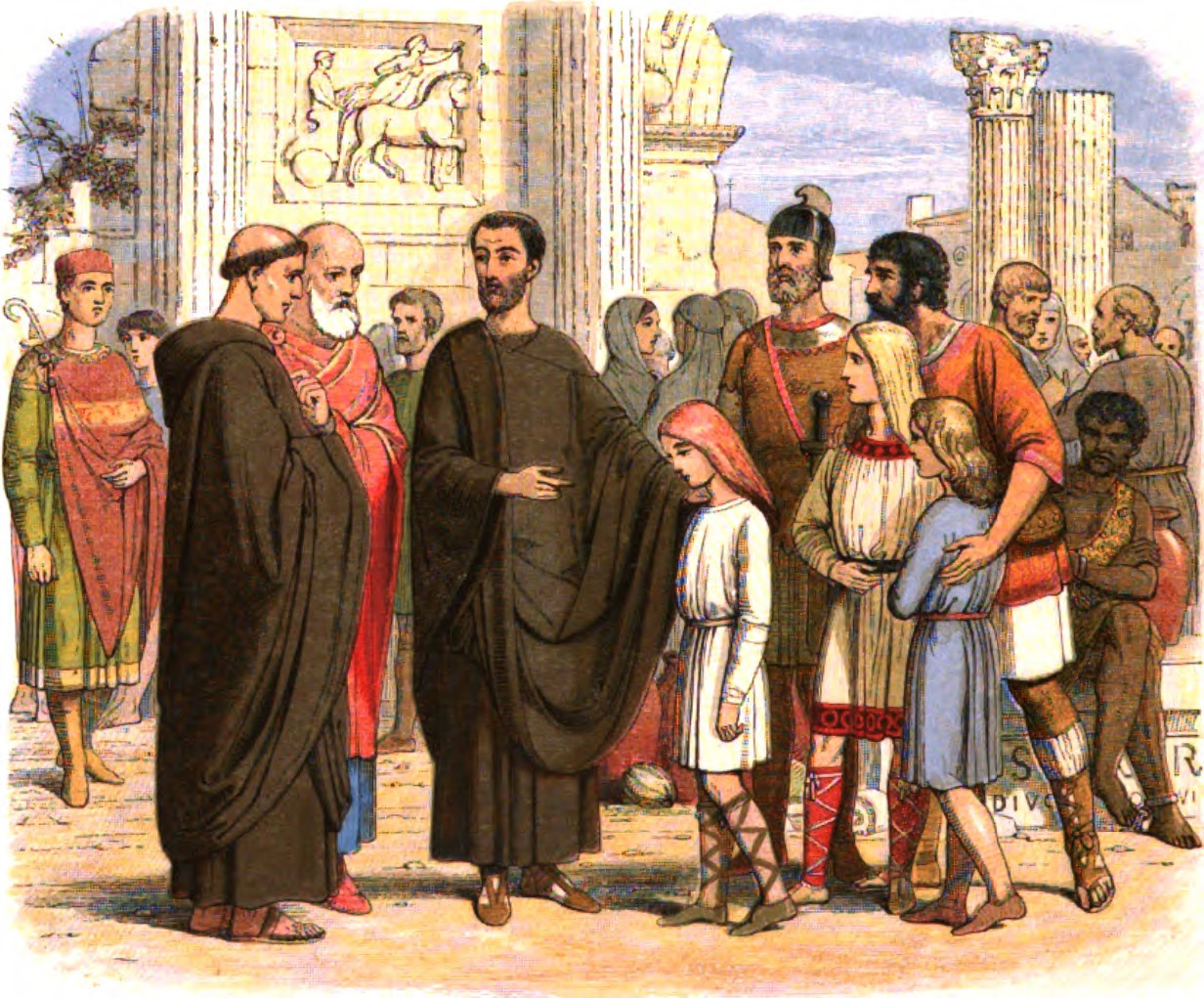
Gregorio y los esclavos ingleses en Roma. James William Edmund Doyle (1864).

Gregorio regresó a Roma en 585 o 586 y se retiró nuevamente al monasterio. Luego solicitó permiso para ir a evangelizar en la isla de los anglosajones. Pero al saber el pueblo de Roma de sus intenciones, se pidió al Papa que no lo dejara ir. Ocupó desde entonces el cargo de secretario de Pelagio II hasta la muerte de este víctima de peste en febrero de 590, tras lo cual fue elegido por el clero y el pueblo para sucederle como pontífice.

## Pontificado (590-604)

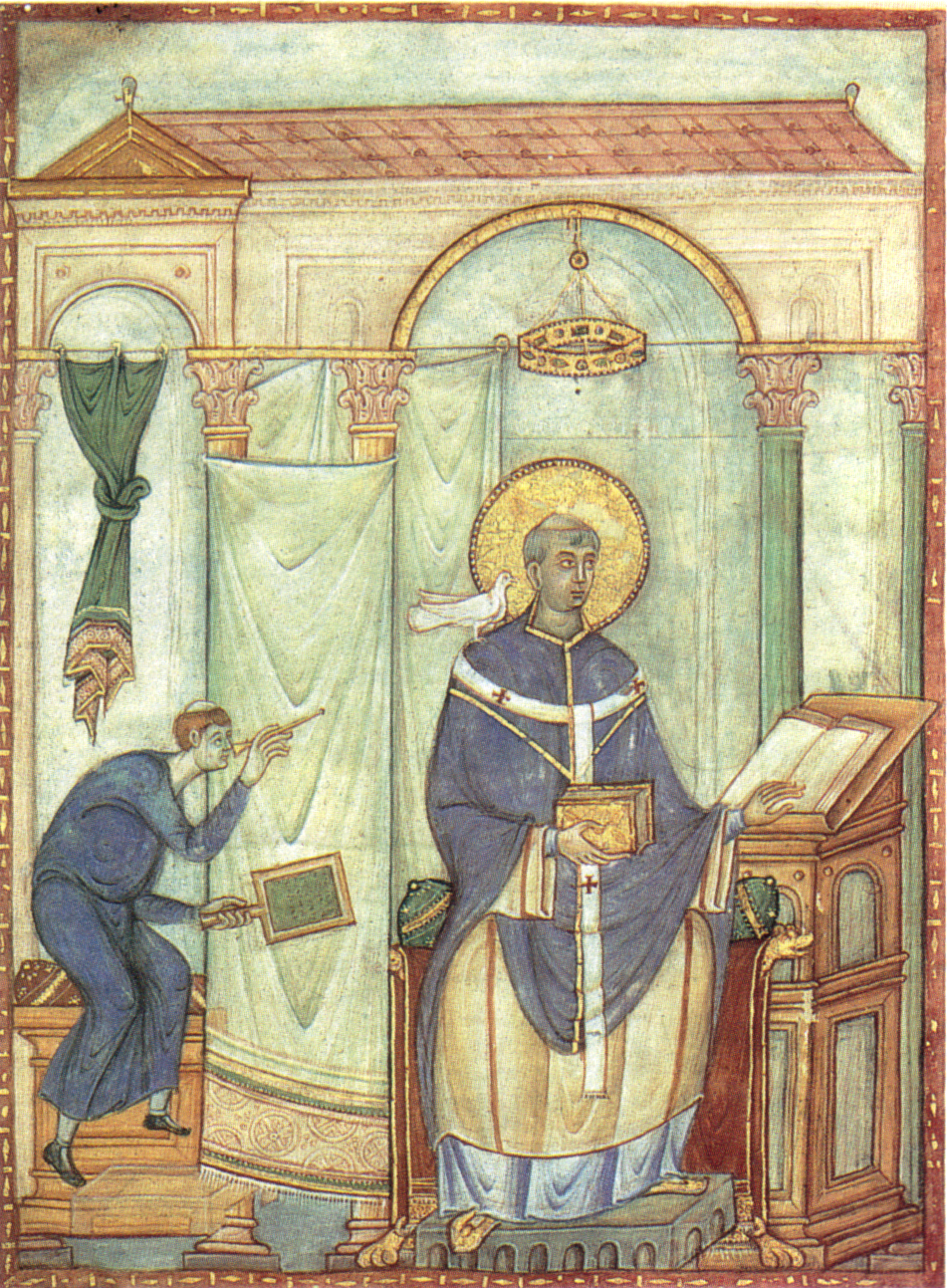
Gregorio Magno siendo inspirado por el Espíritu Santo, miniatura del Registrum Gregorii, c. 983

Al acceder al papado el 3 de septiembre de 590, Gregorio se vio obligado a enfrentar las arduas responsabilidades que pesaban sobre todo obispo del siglo VI. Sin ayuda bizantina efectiva, los ingresos económicos que reportaban las posesiones de la Iglesia hicieron 
del papa la única autoridad de la cual los ciudadanos de Roma podían esperar algo. No está claro si en esta época existía aún el Senado romano, pero en todo caso no intervino en el gobierno, y la correspondencia de Gregorio nunca menciona a las grandes familias senatoriales, emigradas a Constantinopla, desaparecidas o venidas a menos.
Solo él poseía los recursos necesarios para asegurar la provisión de alimentos de la ciudad y distribuir limosnas para socorrer a los pobres. Para esto empleó los vastos dominios administrados por la Iglesia, y también escribió al pretor de Sicilia solicitándole el envío de grano y de bienes eclesiásticos.
Intentó infructuosamente que las autoridades imperiales de Rávena repararan los acueductos de Roma, destruidos por el rey ostrogodo Vitiges en el año 537.

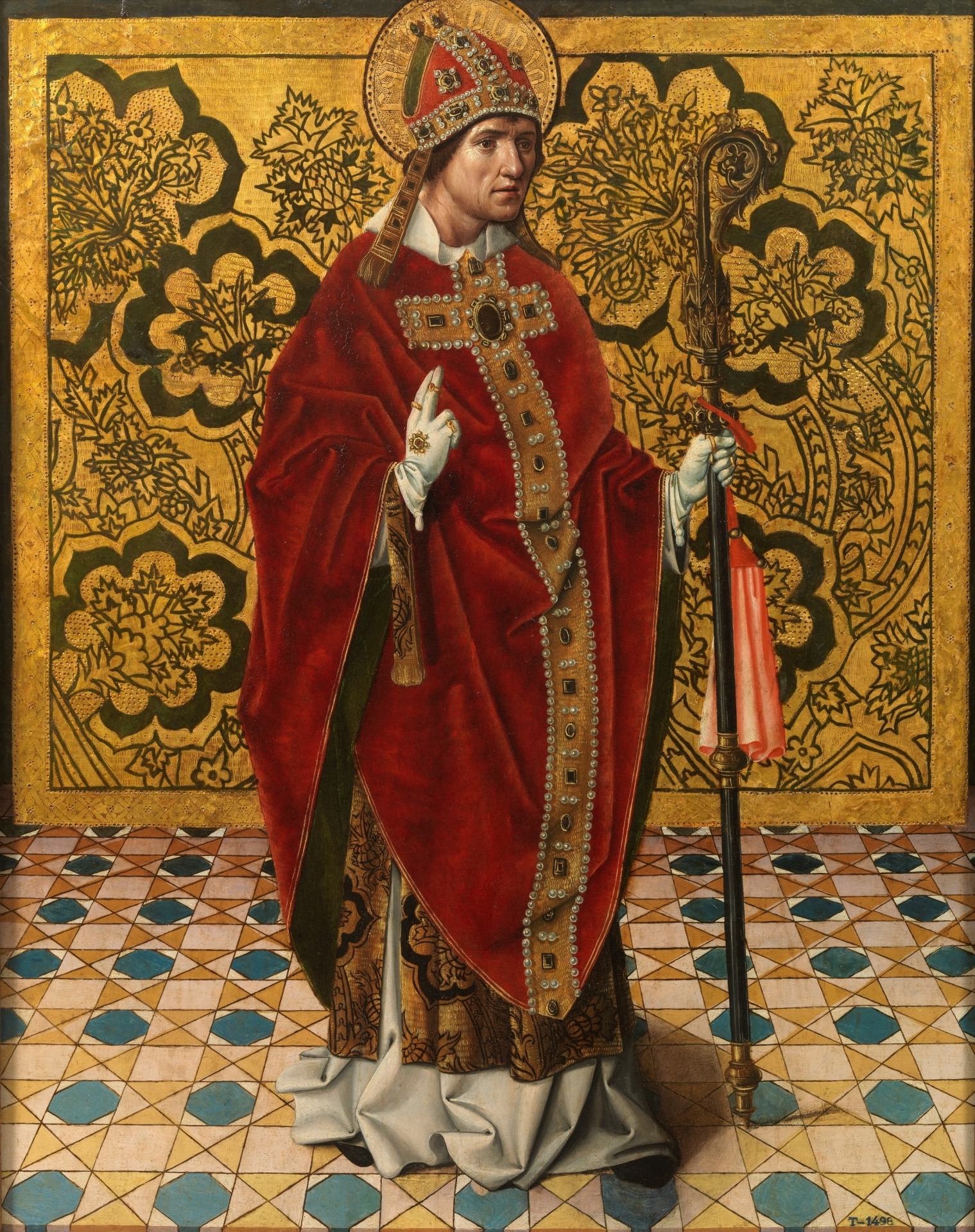
San Gregorio, obra de Juan de Nalda (c. 1500, Museo del Prado, Madrid)

En el año 592, la ciudad fue atacada por el rey lombardo Agilulfo. En vano se esperó la ayuda imperial; ni siquiera los soldados griegos de la guarnición recibieron su paga. Fue Gregorio quien debió negociar con los lombardos, logrando que levantaran el asedio a cambio de un tributo anual de 500 libras de oro (probablemente entregadas por la Iglesia de Roma). Así, negoció una tregua y luego un acuerdo para delimitar la Tuscia romana (la parte del ducado romano situada al norte del Tíber) y la Tuscia propiamente dicha (la futura Toscana), que a partir de entonces sería lombarda. Este acuerdo fue ratificado en 593 por el exarca de Rávena, representante del Imperio bizantino en Italia.
En una oportunidad, Gregorio fijó su atención en un grupo de cautivos que estaba en el mercado público de Roma para ser vendidos como esclavos. Los cautivos eran altos, bellos de rostro y todos rubios, lo que resultó más llamativo para Gregorio. Movido por la piedad y la curiosidad preguntó de dónde provenían. «Son anglos», respondió alguien. «Non angli sed angeli» («No son anglos sino ángeles»), señaló Gregorio. Esta anécdota inspiró la letra de los dos primeros versos del himno litúrgico a san Gregorio: «Anglorum iam apostolus, nunc angelorum socius» (antes apóstol de los ingleses, ahora compañero de los ángeles).
Este episodio motivó a Gregorio a enviar misioneros al norte, trabajo que estuvo a cargo del obispo Agustín de Canterbury. Cuando Agustín llegó a Inglaterra escribió una carta a Gregorio, preguntándole qué debía hacer con los santuarios paganos en donde se practicaban sacrificios humanos. La respuesta de Gregorio (preservada en el libro de Beda) fue: «No destruyan los santuarios, límpienlos», en referencia a que los santuarios paganos debían ser re-dedicados a Dios.
Gregorio trabó alianzas con las órdenes monásticas y con los reyes de los francos en la confrontación con los ducados lombardos, adoptando la posición de un poder temporal separado del Imperio.
También organizó las tareas administrativas y litúrgicas eclesiásticas.
Gregorio falleció el 12 de marzo del año 604; su epitafio lo denominó Cónsul de Dios. Fue declarado doctor de la Iglesia por Bonifacio VIII el 20 de septiembre de 1295, aunque el título ya aparecía hacia 800. Es uno de los cuatro grandes Padres de la Iglesia occidental, junto con Jerónimo de Estridón, Agustín de Hipona y Ambrosio de Milán.

## Obras

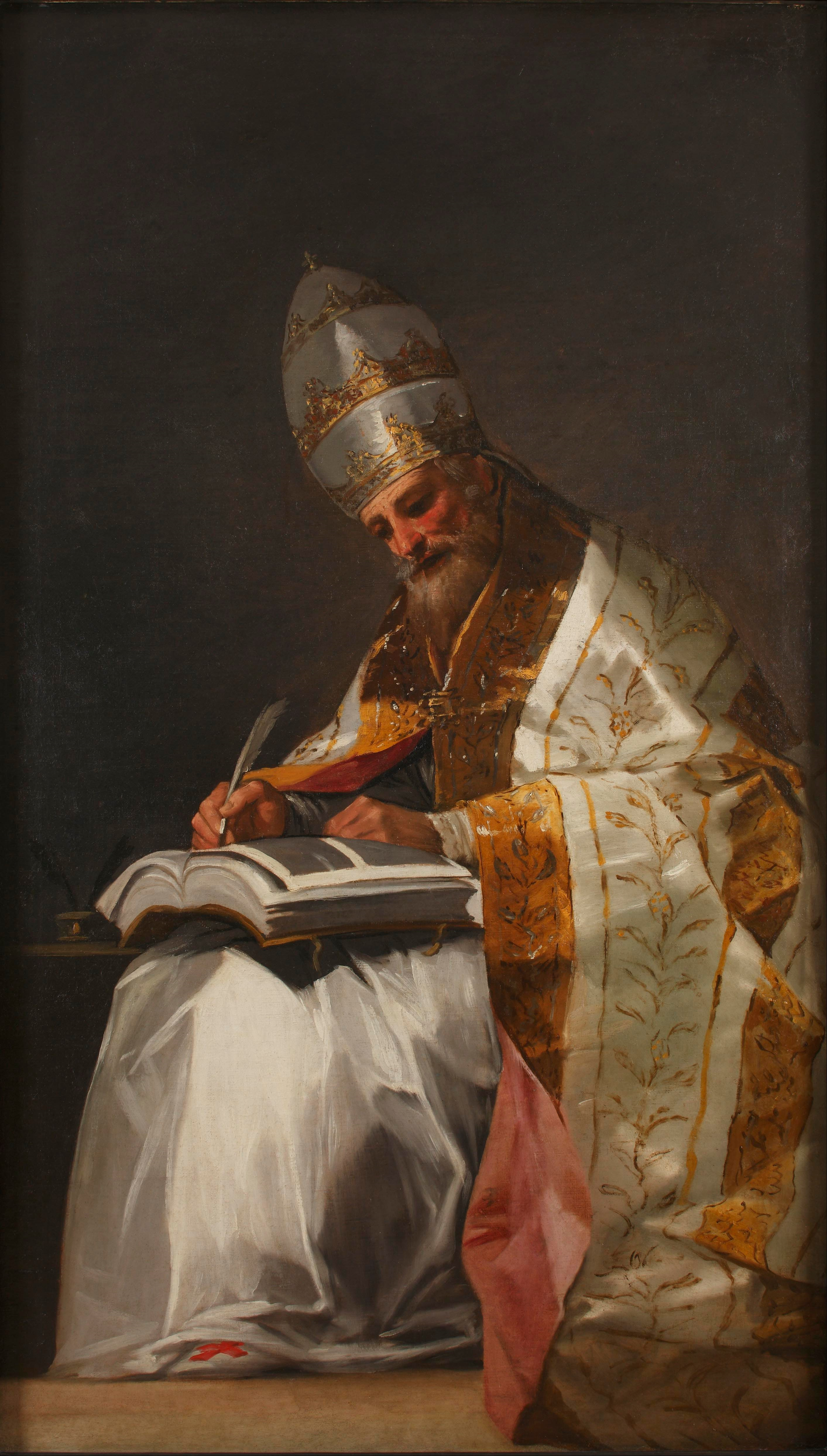
Retrato de Gregorio Magno por Goya, c. 1799 (Museo del Romanticismo, Madrid)

Gregorio es autor de una Regula pastoralis, manual de moral y de predicación destinado a los obispos. Mandó recopilar y contribuyó a la evolución del canto gregoriano, llamado en su honor el Antifonario de los cantos gregorianos. En el año 600 ordenó que se recopilaran los escritos de los cánticos cristianos primitivos (conocidos también como Antífonas, Salmos o Himnos); dichos cantos de alabanza a Dios eran celebradas en las antiguas catacumbas de Roma.
Estas antífonas fueron perdidas debido al cisma o diáspora de los ciudadanos romanos por las constantes guerras romano-bárbaras al tratar de catequizarlas (Edicto de Tesalónica). También contribuyeron los cambios de estructura de los cantos por personas que decidieron crear sus obras propias y gustos a la desaparición de estos documentos.
El antifonario de los cantos gregorianos permaneció atado al altar de San Pedro, pero estos desaparecieron. El papa Pío X encomendó a los monjes benedictinos de la abadía de Solesmes la reproducción fiel de estas melodías cristianas tras una búsqueda infructuosa de estas obras por parte de Francia en el siglo XIX.
La nueva recopilación de estas melodías fue llamada Edición Vaticana del Canto Gregoriano, haciéndose esta edición oficial el 22 de noviembre de 1903, cuando el canto gregoriano quedó plenamente reconocido por la iglesia como el canto oficial de la Iglesia católica.
Entre sus obras conocidas encontramos el libro De Vita et Miraculis Patrum Italicorum et de aeternitate animarum conocido comúnmente con el nombre abreviado de Libro de Los Diálogos, que narra la vida y milagros de diversos santos italianos del siglo IV, destacando en su segundo capítulo a San Benito de Nursia.
Gregorio desarrolló la doctrina del purgatorio en 593, a poco tiempo de asumir la cátedra de San Pedro. Hasta el siglo VII reinaba la creencia de que los difuntos estaban reducidos a una situación de sombras (refrigerium) y permanecían en un lugar de tránsito a la espera del juicio final y definitivo. Solo los mártires quedaban exentos de ese lugar de sombras al acceder directamente a la visión beatífica. En sus Diálogos, Gregorio presentó otra concepción: que después de la muerte, el difunto enfrentaría un primer juicio particular, no general, a partir de cual podría resultar temporalmente relegado al purgatorio para expiar sus faltas, es decir, como forma de purificación.

Respecto a ciertas faltas ligeras, es necesario creer que, antes del juicio (final), existe un fuego purificador, según lo que afirma Aquel que es la Verdad, al decir que si alguno ha pronunciado una blasfemia contra el Espíritu Santo, esto no le será perdonado ni en este siglo, ni en el futuro (Mt 12, 31). En esta frase podemos entender que algunas faltas pueden ser perdonadas en este siglo, pero otras en el siglo futuro.
Gregorio Magno, Diálogos 4, 39

Se conservan 866 cartas de Gregorio en su Registrum o Archivo de correspondencia, el 63% de las cuales son rescriptos (respuestas a solicitudes de normativa en asuntos eclesiásticos o administrativos). Se estima que durante su pontificado se enviaron desde Roma unas veinte mil cartas; el mismo Gregorio seleccionaba cuáles de ellas debían ser copiadas en el Regestum.

## Patronazgo
Es patrono del sistema educativo de la Iglesia, de los mineros, de los coros y el canto coral, los estudiosos, profesores, alumnos, estudiantes, cantantes, músicos, albañiles, fabricantes de botones; protector contra la gota y la peste.
Es abogado de las almas del purgatorio. Su nombre también figura entre las celebraciones del Calendario de Santos Luterano.